# مارین پاگلیا
ماریان پاسکوالینا پگویا مارتینز (به انگلیسی: Marianne Pasqualina Puglia Martinez) بازیگر زن، مدل و ملکه زیبایی اهل ونزوئلا است. او در سال ۲۰۰۶ برنده عنوان Miss Earth - Fire Title شد. 